# Mikaela Michailowna Drosdowskaja
Mikaela Michailowna Drosdowskaja (russisch Микаэла Михайловна Дроздовская; * 10. März 1937 in Moskau; † 14. November 1978 ebenda) war eine sowjetische Schauspielerin und Synchronsprecherin.

## Laufbahn
Drosdowskaja war Absolventin des Staatlichen Instituts für Kinematographie. 1955 gab sie in Samson Samsonows Komödie За витриной универмага (Sa witrinoi uniwermaga) ihr Filmdebüt. In der Folgezeit spielte die dunkelhaarige Mimin unter bekannten Regisseuren wie Elem Klimow, Boris Ryzarew und Wladimir Naumow. Hauptrollen verkörperte Drosdowskaja in dem Melodram Я вам пишу... (Ja wam pischu..., 1959), dem Kurzfilm Родом отсюда (Rodom otsjuda, 1969) und der erst nach ihrem Tod veröffentlichten Musikkomödie Пишите письма (Pischite pisma, 1981). Zu ihren bekanntesten Projekten gehören aber Werke wie Die Freiwilligen (1958), Семь нянек (Sem njanek, 1962) und Die Flucht (1971). Sie war ebenso in der 113. Folge der langjährigen TV-Reihe Фитиль (Fitil, 1971) zu sehen. Außerdem wirkte Drosdowskaja als Synchronsprecherin und trat ab 1961 beim Moskauer Staatstheaters der Kinodarsteller auf.
Drosdowskaja befand sich im Herbst 1978 zu Dreharbeiten in Ordschonikidse. In der Nacht des 7. November rutschte in ihrem Zimmer während sie schlief eine Decke auf eine eingeschaltete Lampe und entzündete sich durch die Hitze. Die Schauspielerin erlitt eine Kohlenmonoxidvergiftung und Verbrennungen an den Beinen. Sie wurde in ein Moskauer Krankenhaus gebracht, verstarb dort aber eine Woche nach dem Unglück. Ihr Grab befindet sich auf dem 35. Abschnitt des Wagankowoer Friedhofs.
Sie wurde jeweils in einer Folge der Dokumentarfilmreihen Чтобы помнили (Tschtoby pomnili, 1997) und Как уходили кумиры (Kak uchodili kumiry, 2005) porträtiert.

## Privates
Drosdowskaja war mit dem mehrere Jahre älteren Kardiologen Wadim Semjonowitsch Smolenski verheiratet. Sie hatten die gemeinsamen Töchter Nika (* 1966) und Darja (* 1970). Letztere ist das Patenkind der Schauspielerin Alla Sinowjewna Budnizkaja. Die Familie lebte in einer Wohnung gegenüber des Zentralhauses des Kinos in Moskau, zu ihrem Freundeskreis gehörten Larissa Scheptiko, Elem Klimow und Tonino Guerra. Drosdowskaja spielte zusammen mit ihren Töchtern in Oldrich Lipskýs Musikkomödie Zirkus im Zirkus (1976). Darja absolvierte später die Schtschukin-Theaterhochschule und wurde anschließend Schauspielerin und TV-Moderatorin. Sie ist die Ehefrau des Produzenten Alexander Anatoljewitsch Oleinikow.

## Filmografie (Auswahl)

### Darstellerin
- 1956: Liebe nach Ladenschluss (Sa witrinoi uniwermaga)
- 1957: Leningrader Sinfonie (Leningradskaja simfonija)
- 1958: Die Freiwilligen (Dobrowolzy)
- 1959: Ataman Kodr
- 1965: Bitte, das Beschwerdebuch (Daitje schalobnuju knigu)
- 1965: Es lebte einmal ein Alter mit seiner Alten (Schili-byli starik so staruchoi)
- 1966: Böse Anekdote (Skwerny anekdot)
- 1966: Auf Wiedersehen, Jungs (Do swidanija, maltschiki)
- 1970: Botschafter der Sowjetunion (Posol Sowjetskogo Sojusa)
- 1970: Leuchte, mein Stern, leuchte (Gori, gori moja swesda)
- 1971: Die Flucht (Beg)
- 1973: Auf eigenen Wunsch (Po sobstwennomu schelaniju)
- 1973: Ein Tropfen im Meer (Kaplja w more)
- 1976: Zirkus im Zirkus (Cirkus v cirkuse)
- 1976: Das Wunder mit den Zöpfchen (Tschudo s kositschkami)
- 1977: Ulenspiegel (Legenda o Tile)
- 1977: Mimino
- 1981: Agonia

### Synchronsprecherin
- 1965: Kaliber 7,65 – Diebesgrüße aus Kopenhagen (Slå først, Frede!) – für Essy Persson
- 1965: Herr auf Schloß Brassac (Le tonnerre de Dieu) – für Michèle Mercier
- 1966: Bumerang – für Barbara Brylska
- 1966: Wo ist der dritte König? (Gdzie jest trzeci król?)
- 1967: Oscar – für Sylvia Saurel
- 1968: Der Major und der Tod (Maiorul și moartea) – für Vasilica Tastaman
- 1968: Galileo
- 1968: Stille und Schreie (Csend és kiáltás) – für Andrea Drahota
- 1972: Das späte Mädchen (La vieille fille) – für Claudine Assera
- 1972: Heute abend tanzen wir im Kreise der Familie (Astă seară dansăm în familie) – für Stela Popescu